# Apollo 13
Let Apollo 13 byl sedmým pilotovaným letem programu Apollo. Jeho cílem bylo uskutečnit třetí přistání lidské posádky na povrchu Měsíce, tentokrát v oblasti Fra Mauro. V průběhu letu však došlo k výbuchu jedné z kyslíkových nádrží, který vážně poškodil servisní modul. Následky výbuchu nejen zabránily posádce splnit úkol letu, ale ohrozily životy jejích členů. Řídicí středisko v Houstonu (tehdy s názvem „Manned Spacecraft Center“, dnes „Lyndon B. Johnson Center“) muselo v průběhu následujících čtyř dnů s vynaložením nesmírného úsilí vyvinout nouzové scénáře, díky nimž se podařilo posádku dopravit živou zpět na Zemi. Přestože Apollo 13 nesplnilo zadaný úkol, stal se jeho let legendou. Na motivy této události, kterou Jim Lovell popsal ve své knize Lost Moon (Ztracený Měsíc), natočil režisér Ron Howard v roce 1995 film s názvem Apollo 13, v němž ztvárnil hlavní roli Jima Lovella herec Tom Hanks.

## Posádka

### Základní posádka
- Jim Lovell (4) – velitel
- John Swigert (1) – pilot velitelského modulu
- Fred Haise (1) – pilot lunárního modulu

V závorkách je uvedený dosavadní počet letů do vesmíru včetně této mise

### Záložní posádka
Záložní posádku v době odletu tedy tvořili:
- John Young (3) – velitel letu
- Thomas Mattingly (3) – pilot velitelského modulu
- Charles Duke (1) – pilot lunárního modulu

V závorkách je uvedený dosavadní počet letů do vesmíru 

### Sestavení posádek
Podle zvyklostí v programu Apollo se záložní posádka o tři lety později stávala posádkou základní. Podle tohoto schématu by se základní posádkou Apolla 13 měla stát záložní posádka Apolla 10, což byli:
- Gordon Cooper – velitel letu
- Donn Eisele – pilot velitelského modulu
- Edgar Mittchell – pilot lunárního modulu

Určování posádek měl na starost ředitel letových operací posádek Deke Slayton. Tomu se ale nelíbil Gordon Cooper, kvůli laxnímu přístupu při tréninku, ani Donn Eisele, kvůli roztržkám mezi posádkou při letu Apollo 7 a kvůli jeho mimomanželskému poměru. Proto ho chtěl zařadit až do letů programu Apollo applications (později zkráceného na program Skylab). Slayton sestavil novou posádku Apolla 13 ve složení:
- Alan Shepard – velitel letu
- Stuard Roosa – pilot velitelského modulu
- Edgar Mitchell – pilot lunárního modulu

Vedení NASA ovšem rozhodlo, že Shepard potřebuje více času na výcvik k práci na Měsíci. Proto se Shepardova trojice přesunula až na let Apollo 14, a původní posádka letu Apollo 14 (tedy záložní z Apolla 11) se přemístila na Apollo 13. Zálohu pro Apollo 11 při jeho letu v červenci 1969 tvořili James Lovell, William Anders a Fred Haise. William Anders však již na podzim 1969 odešel z NASA, nahradil ho Thomas Mattingly. K misi Apollo 13 se tedy začali připravovat
- James Lovell – velitel
- Thomas Mattingly – pilot velitelského modulu
- Fred Haise – pilot lunárního modulu

Původní záložní posádku mise Apollo 13 tvořili:
- John Young – velitel
- John Swigert – pilot velitelského modulu
- Charles Duke – pilot lunárního modulu

Sedm dní před startem se Charles Duke nakazil zarděnkami od jednoho ze svých dětí. Jelikož Thomas Mattingly jako jediný ze šesti astronautů hlavní a záložní posádky neměl vytvořené protilátky, došlo k prohození pilotů velitelského modulu: Mattingly se přemístil do zálohy a na jeho místo přestoupil John Swigert. Mattingly letěl tedy až v Apollu 16 s Youngem a Dukem.
Podpůrnou posádku mise Apollo 13 tvořili Vance Brand, Jack Lousma a Joseph Kerwin.

## Naplánování letu
Apollo 8, Apollo 10 a Apollo 11 letěly k Měsíci po tzv. bezpečné translunární dráze (free-return trajectory). To je taková dráha, která přivede kosmickou loď, v případě že při průletu kolem Měsíce nesníží svou rychlost zážehem motorů, zpět do zemské atmosféry. Mimochodem – tuto dráhu poprvé zmínil ve svém románu Do Měsíce Jules Verne. Má tu výhodu, že pokud by došlo k poruše motorů kosmické lodi nacházející se na bezpečné translunární dráze, loď se bez potřeby dalšího paliva vrátí bezpečně zpět na Zemi.
Bezpečná translunární dráha má ovšem rovněž své nevýhody. Lze se po ní dostat pouze na tzv. rovníkovou (ekvitoriální) oběžnou dráhu kolem Měsíce, která umožňuje přistání pouze v oblastech ležících kolem jeho rovníku – tedy nikoliv například v oblasti Fra Mauro, kam směřovalo Apollo 13. Dalším argumentem proti používání bezpečné translunární dráhy je skutečnost, že vhodné startovací okno, zohledňující zejména světelné podmínky v době startu, přistání na Měsíci a při návratu na Zemi, nenastává příliš často, což omezuje frekvenci startů kosmické lodi k Měsíci.
Lety Apollo 12, Apollo 13 a Apollo 14, tzv. H mise (H od slova hybrid), proto sice zahájily let po bezpečné translunární dráze, ale po určité době ji opustily tak, aby mohly uskutečnit přistání ve své cílové oblasti.
Lety Apollo 15, Apollo 16 a Apollo 17 jsou také označovány jako tzv. J mise. Tyto lety byly rovnou navedeny na translunární dráhu, která nebyla bezpečnou. Zatímco Apollo 15 se mohlo dostat na bezpečnou translunární dráhu za pomocí řídicích motorů RCS (Reactive Control System), Apollo 17 již letělo po dráze natolik odlišné od bezpečné translunární dráhy, že by mělo problémy se na ní v případě potíží dostat i s využitím motorů přistávacího stupně lunárního modulu.

## Průběh letu

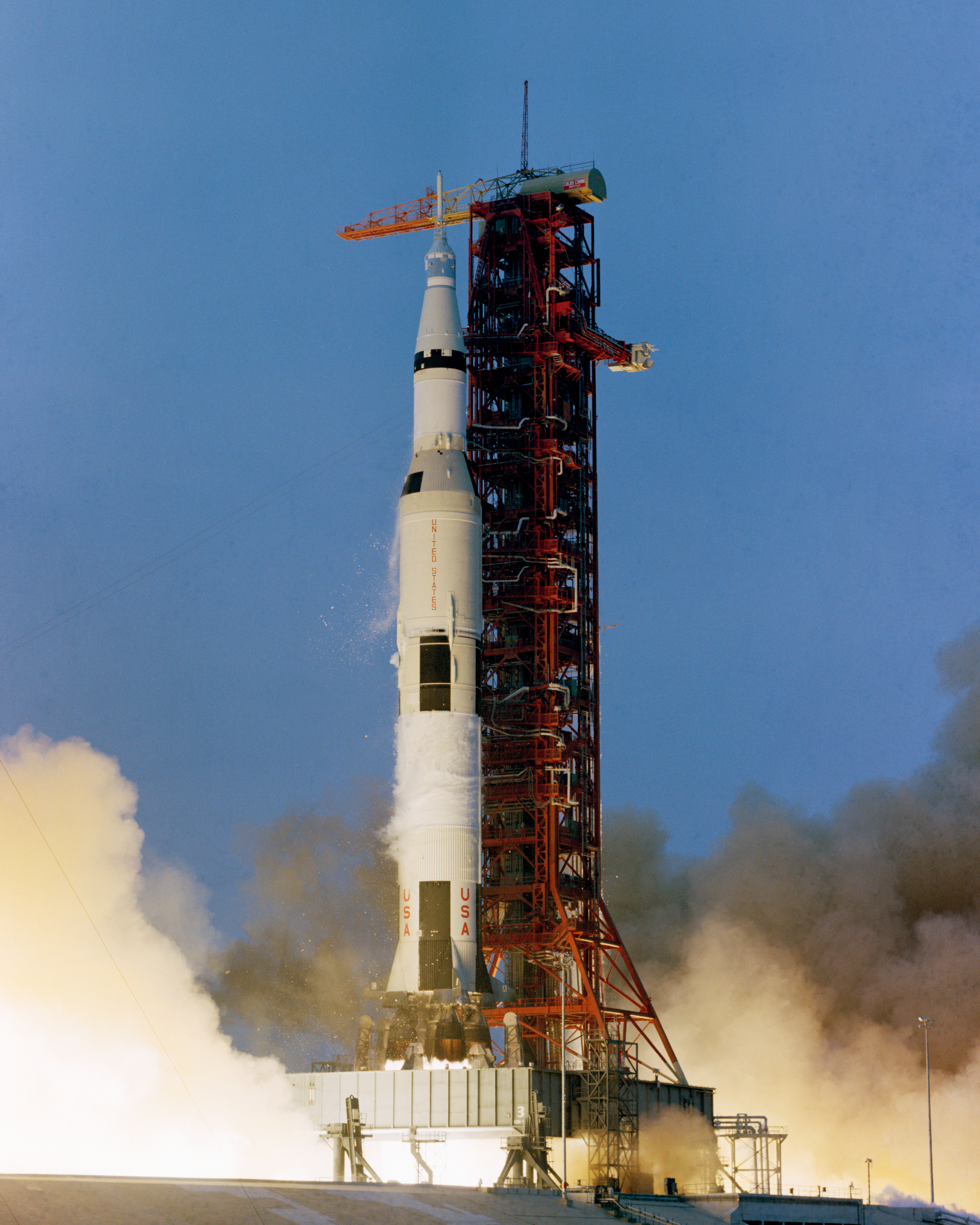
Start mise Apollo 13

### Start a počáteční fáze letu
Apollo 13 bylo vyneseno na oběžnou dráhu kolem Země dne 11. dubna 1970 v 19:13 UT z kosmodromu na Mysu Canaveral.
30 hodin a 40 minut po startu posádka zažehla hlavní motor servisního modulu a přešla tak z bezpečné translunární dráhy na dráhu hybridní, jež umožňovala přistání v cílové oblasti Fra Mauro.

### Nehoda

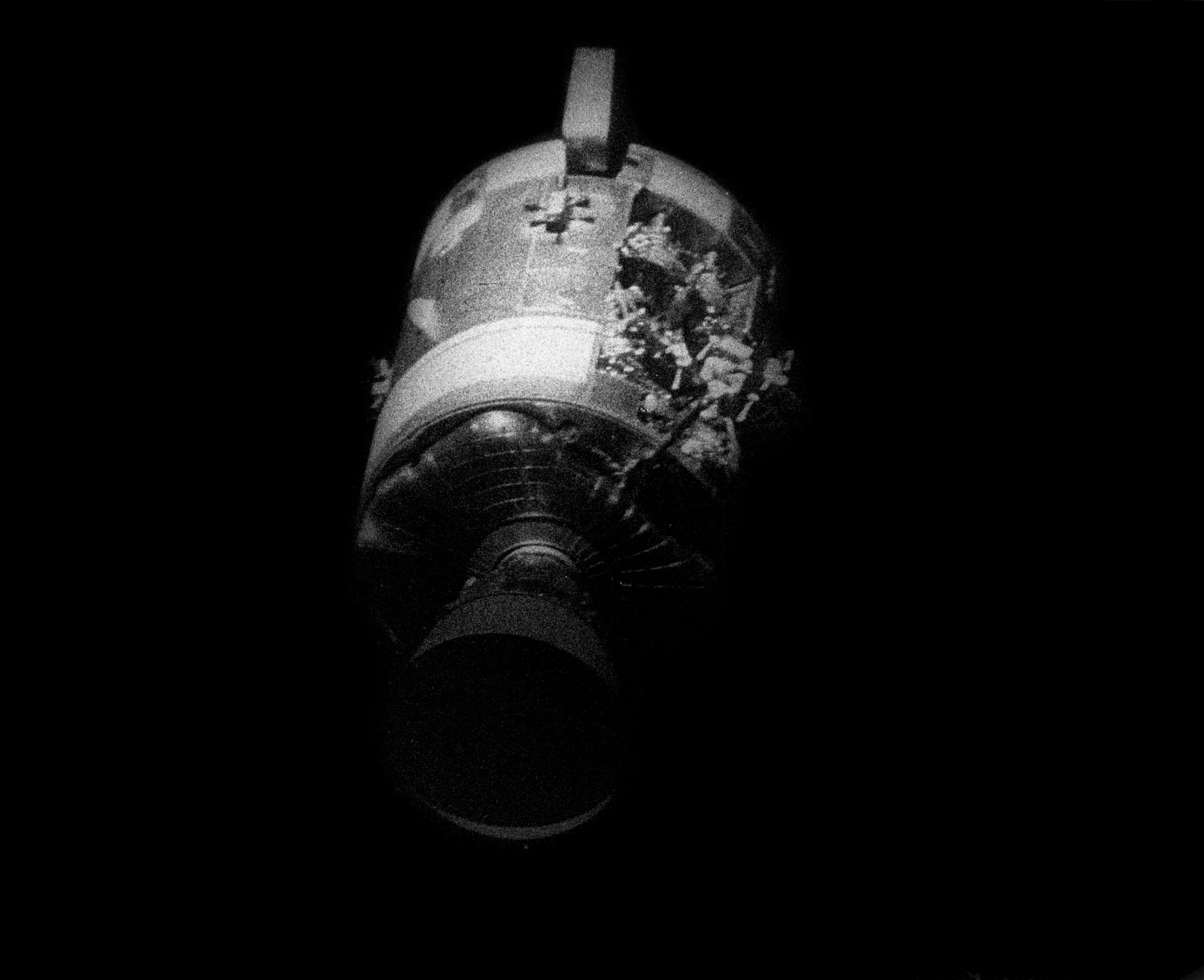
Poškozený servisní modul (NASA)

V čase 55:52 po startu signalizovaly přístroje (telemetrickým přenosem dat) řídicímu středisku nízký tlak ve vodíkové nádrži. Nejednalo se o poruchu, ale o přirozený fyzikální jev stratifikace obsahu nádrže s kapalným vodíkem nebo kyslíkem. Proto bylo v nádržích zařízení na ohřívání a promíchávání obsahu. Středisko dalo pokyn zapnout ve všech nádržích ohřívače a promíchávací vrtule. „Jack“ Swigert zapnul promíchávání (55:53:20 pro kyslíkovou nádrž č.2). Ihned byly naměřeny anomálie elektrických hodnot, které jsou zpětně považovány za příznak zkratů v nádrži. Dle zpětného vyhodnocení telemetrie byly senzory kyslíkové nádrže 2 ztraceny po nárůstu tlaku a teploty v čase 55:54:51, tedy minutu a půl po zapnutí promíchávání. Posádka uslyšela výbuch a pocítila nezvyklé vibrace kosmické lodi. V řídicím středisku na 1,8 sekundy vypadly všechny telemetrické údaje. V kabině se rozsvítily kontrolky indikující nízkou úroveň stejnosměrného napětí na sběrnici B, jednom ze systémů rozvodu elektrické energie uvnitř lodi, buď v důsledku poškození elektrických rozvodů v důsledku výbuchu, nebo v souvislosti s postupnou ztrátou funkce palivových článků kvůli ztrátě dodávky kyslíku. To vše v rozmezí dvou sekund od ztráty senzorů v kyslíkové nádrži 2. Krátce poté John Swigert nebo Jim Lovell (údaje se liší i v oficiálních dokumentech NASA) ohlásil řídicímu středisku: „I believe we've had a problem here.“ a „Houston, we've had a problem.“ (ne „Houston, we have a problem“ jak je hláška populární). K nehodě došlo 14. dubna 1970 v 03:08:53 UTC, v době, kdy se již loď nepohybovala po bezpečné translunární dráze a kdy byla vzdálena 321 860 km od Země.
Po několik minut nemohlo řídicí středisko zjistit, co se přesně stalo. Přispěl k tomu fakt, že bezprostředně po výbuchu se většina údajů téměř normalizovala a stále se nabízelo vysvětlení, že jde hlavně o poruchu měření. Teprve když se potvrdily hodnoty ukazující ztrátu obsahu kyslíkové nádrže č. 2, pozvolný únik z kyslíkové nádrže č. 1 a zejména když Jim Lovell oznámil (56:09 – 15 minut po události): „It looks to me, looking out of the hatch, that we are venting something out into the space“ (Při pohledu průhledem se mi zdá, že nám něco uniká do vesmíru), v řídicím středisku pochopili, že se nejedná o pouhou poruchu měřicích přístrojů, ale že se stalo něco závažnějšího.
Při promíchávání kyslíku v nádrži vzniknul zkrat na elektrickém přívodu k motoru promíchávací vrtule, od něj se vzňala teflonová izolace a otevřený oheň v kyslíkové nádrži způsobil její výbuch, který, jak se později ukázalo, roztrhnul hliníkový kryt servisního modulu v celé jeho délce. Nádrž č. 2 byla zničena zcela, nádrž č. 1 pozvolna ztrácela kyslík trhlinami v potrubí nebo ventilech. Kyslík byl nezbytně potřeba nejen pro dýchání posádky, ale také k výrobě elektřiny a vody. Servisní modul obsahoval totiž palivové články, jež z vodíku a kyslíku vytvářely elektřinu a vodu. Pokračující únik kyslíku znamenal, že články přestanou brzy definitivně fungovat. Velitelský modul měl sice akumulátor a svou vlastní malou nádrž kyslíku, ty ale byly určeny pro sestup zemskou atmosférou. Přesto posádka akumulátor k rozvodu elektřiny připojila.
Lunární modul měl své vlastní kyslíkové nádrže, zásobu vody a nabité akumulátory s poměrně velkou kapacitou. Mohl tedy posloužit jako jakýsi záchranný člun. Avšak všechny zásoby byly určeny k zásobování dvou astronautů po dobu dvou dnů. Teď musely vystačit pro tři astronauty a čtyři dny.

### Oživení lunárního modulu
Prvním, ne zcela snadným úkolem, bylo oživit lunární modul dříve, než vypadne rozvod elektřiny ve velitelském modulu. Všechny systémy lunárního modulu byly totiž z důvodu úspory elektřiny během letu k Měsíci vypnuty a k jejich oživení, tj. postupnému zapnutí v definovaném pořadí, mělo dojít až na oběžné dráze. Jedinou výjimkou byla elektrická topná tělíska, jež temperovala některé systémy lunárního modulu, aby nedošlo k jejich poškození vlivem extrémně nízkých teplot panujících v kosmickém prostoru. Tato topná tělesa byla napájena z rozvodu velitelského modulu. Ze stejného rozvodu byla napájena i relé tvořící přepínač, který měl odpojit rozvod lunárního modulu od velitelského modulu a připojit jej na výkonné akumulátory lunárního modulu. Problém ale spočíval v tom, že síť velitelského modulu již v tuto chvíli nebyla schopna poskytnout výkon dostačující k sepnutí relé přepínače.
Podobný problém řešilo řídící středisko při jedné simulaci v rámci přípravy startu Apolla 10. Tehdy byla simulována havárie, při níž měl lunární modul také posloužit jako záchranný člun. Při simulaci se tehdy nepodařilo lunární modul včas oživit a simulace skončila „smrtí“ posádky. NASA poté tento scénář vyřadila z přípravy letů, protože pravděpodobnost podobné havárie byla nízká. Pracovníci řídicího střediska se však tímto scénářem přesto (mimo oficiální úkoly) dále zabývali a získané zkušenosti se teď hodily. S využitím nabytých zkušeností se podařilo řídicímu středisku za necelých 30 minut sestavit seznam úkonů nutných k oživení elektrické sítě lunárního modulu. Klíčový trik vycházel ze skutečnosti, že lunární modul obsahoval dvě sady akumulátorů – výkonnější, umístěnou v sestupové části (descent stage), a méně výkonnou, umístěnou v návratové části (ascent stage). S využitím akumulátorů návratové části se astronautům podařilo sepnout relé přepínače a připojit tak rozvodnou síť lunárního modulu k výkonným akumulátorům sestupové části.

### Návrat na bezpečnou translunární dráhu
Aby se ušetřilo co nejvíce energie v akumulátoru velitelského modulu pro fázi pozdějšího sestupu zemskou atmosférou, bylo přijato rozhodnutí vypnout navigační (guidance) systém velitelského modulu, který měl poměrně velkou spotřebu, protože ho kromě palubního počítače tvořily i elektricky poháněné gyroskopy inerciální plošiny. Lunární modul měl identický navigační systém. Jakmile byl oživen elektrický rozvod v lunárním modulu, bylo třeba oživit jeho navigační systém a přenést do něj data z navigačního systému velitelského modulu. Nestačilo ale jenom přečíst data z displeje ve velitelském modulu a zadat je do palubního počítače lunárního modulu. Data bylo třeba přepočítat, neboť lunární modul byl oproti velitelskému modulu o 180 stupňů otočen (velitelský a lunární modul byly spojeny „čely“ k sobě, takže velitelský modul vlastně letěl pozpátku).
Dále bylo třeba vyřešit problém, jak vrátit poškozenou loď k Zemi. Byl sice k dispozici scénář „přímého přerušení letu“ (direct abort), ten ale vyžadoval zažehnout hlavní motor servisního modulu a bylo by při něm spotřebováno veškeré palivo. Tento manévr byl však za dané situace velmi riskantní. Nikdo totiž neznal rozsah poškození servisního modulu. Hrozila dvě nebezpečí. Jednak hrozilo, že hlavní motor v důsledku poškození při nedávném výbuchu neudělí lodi potřebný impuls a loď narazí na povrch Měsíce, jednak hrozilo, že by při zažehnutí hlavního motoru mohlo dojít k dalšímu výbuchu. Řídicí středisko proto zavrhlo scénář direct abort a nechalo loď pokračovat k Měsíci. Loď se ovšem nenacházela na bezpečné translunární dráze. Jak ji tam dostat? Z výše uvedeného důvodu nikoliv s využitím hlavního motoru servisního modulu. Zbývalo tedy provést manévr pomocí motorů sestupové části lunárního modulu, který byl zkonstruován pouze k relativně krátkému použití při sestupu na povrch Měsíce. Bylo třeba spočítat, kdy a na jak dlouho mají být motory zažehnuty. Ve výpočetním středisku ale neexistoval program pro takový výpočet. Bylo proto třeba takový program rychle vytvořit, spočítat parametry manévru a parametry překontrolovat odborníky v řídicím středisku. Během necelých tří hodin se podařilo určit parametry manévru pro návrat na bezpečnou translunární dráhu.

### Korekční zážeh PC+2 burn
Po návratu na bezpečnou translunární dráhu bylo třeba vyřešit další problém. Při použití této dráhy by kosmická loď přistála za čtyři dny v Indickém oceánu, kam ale nebylo možné během té doby dopravit loď se záchranným týmem. Na palubě lunárního modulu byly zapnuty pouze životně důležité systémy, mezi něž nepatřilo topení, takže astronauti trpěli zimou blížící se bodu mrazu. Podařilo se snížit spotřebu[zdroj?] z běžných 50–75 A[zdroj?] na pouhých 12 A. Přesto byla při této spotřebě elektřiny doba čtyř dnů zbývajících do přistání vzhledem k omezené kapacitě akumulátorů lunárního modulu příliš dlouhá.
Existovaly dvě možnosti, jak upravit dráhu tak, aby loď přistála v Tichém oceánu. Při použití první varianty by se let zkrátil o 36 hodin, při použití druhé by se zkrátil pouze o 12 hodin. První varianta ale s sebou nesla dvě rizika. Loď by musela okamžitě odhodit servisní modul a pokračovat bez něj. Tím by byl tepelný štít, chránící velitelský modul před žárem vznikajícím při sestupu třením o atmosféru, po příliš dlouhou dobu vystaven působení otevřeného vesmíru (mikrometeoritů). Navíc by bylo spotřebováno veškeré palivo sestupové části lunárního modulu a nezůstala by žádná rezerva pro eventuální korekci dráhy. Byla proto přijata druhá varianta, která zkrátila let pouze o 12 hodin. K jejímu uskutečnění bylo třeba 2 hodiny po dosažení bodu největšího přiblížení k Měsíci provést zážeh motoru sestupové části lunárního modelu (tzv. PC+2 burn).
Tento zážeh bylo třeba uskutečnit velmi přesně, proto bylo k jeho řízení potřeba použít palubní počítač navigačního systému. Protože měl navigační systém velkou spotřebu elektřiny a protože se nepředpokládalo, že bude zapotřebí provádět ještě nějaký korekční manévr, byl po provedení zážehu PC+2 burn navigační systém vypnut.

### Vysoká hladina oxidu uhličitého

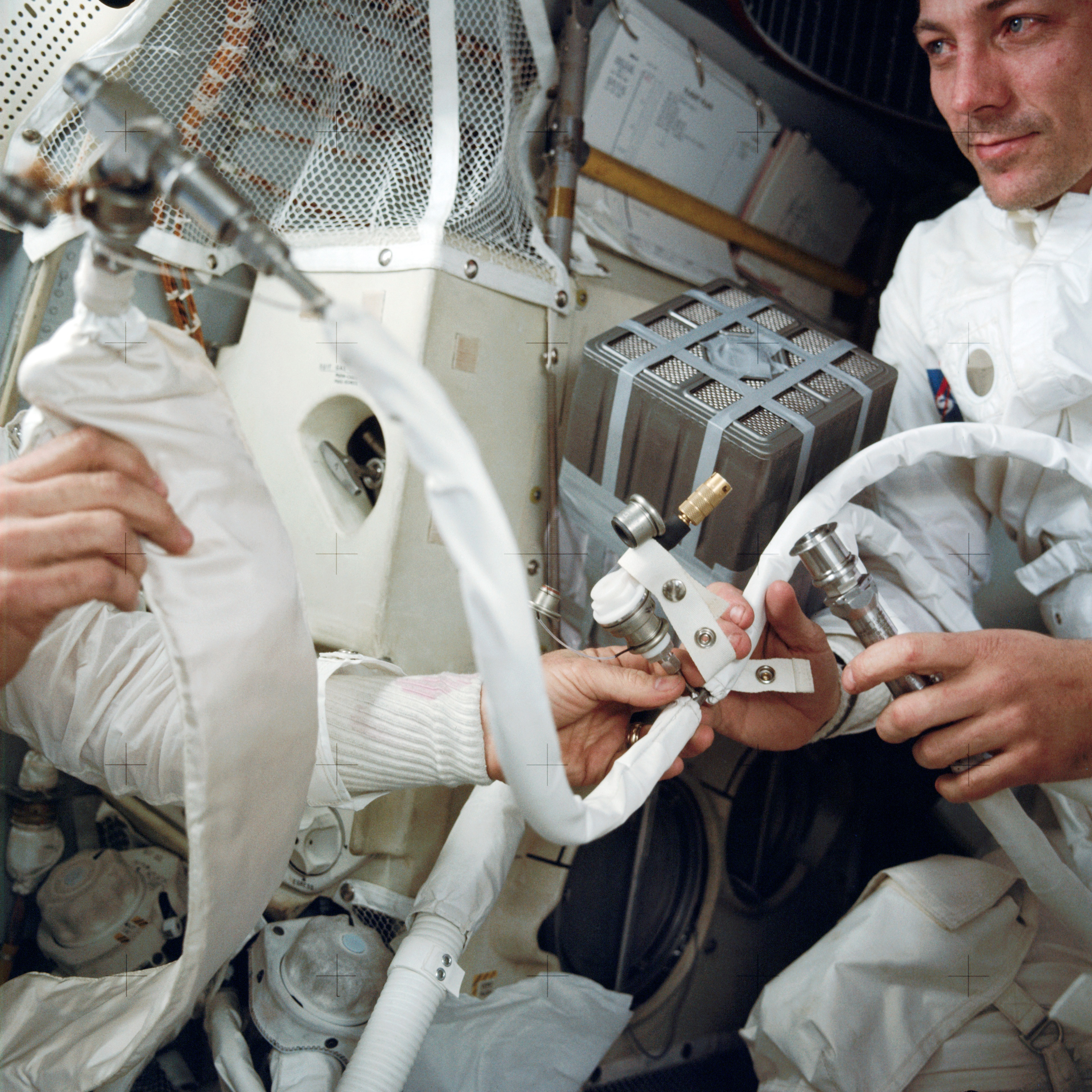
Astronaut John L. Swigert, vpravo, s improvizovanou redukcí pro připojení filtrů oxidu uhličitého.

Mezitím se objevil další problém. V atmosféře lunárního modulu stoupala koncentrace oxidu uhličitého. K jímání oxidu uhličitého byly určeny filtry obsahující hydroxid lithný (LiOH). Jejich kapacita instalovaná v lunárním modulu odpovídala obsazení dvěma astronauty po dobu dvou dní. V současné situaci ale byla nedostatečná. Na palubě velitelského modulu byly sice podobné filtry, ale byly jiného tvaru, a tak nešly v lunárním modulu použít. Vznik tohoto problému však předvídal zodpovědný pracovník řídicího střediska již od okamžiku, kdy se dozvěděl o nehodě. Se svými spolupracovníky vymýšlel, jak s využitím pomůcek, které mají astronauti na palubě, přizpůsobit filtry velitelského modulu pro použití v lunárním modulu. Na základě jeho instrukcí astronauti z ponožky, lepicí pásky, plastového sáčku a plastového obalu letové příručky vytvořili adaptér umožňující instalovat v lunárním modulu filtry z velitelského modulu.

### Problém s navigací
Přestože byl zážeh PC+2 burn proveden přesně, začala se loď odchylovat od žádoucí dráhy. Ukázalo se, že příčinou je otvor na vypouštění odpadní vody (rozuměj moči) do volného prostoru. Fungoval jako svého druhu reaktivní motor, odchylující loď ze správné dráhy. Bylo potřeba provést další korekční zážehy motoru, ale navigační systém byl vypnut. Jak zajistit, že bude loď v okamžiku zážehu směřovat správným směrem? Přicházela v úvahu pouze technika používaná již v programu Mercury a Gemini, při níž byla k orientaci lodi použita na zemském povrchu dobře rozpoznatelná hranice mezi dnem a nocí. Zatímco v programu Mercury a Gemini byla tato metoda používána v malé vzdálenosti od Země, nyní se loď nacházela daleko od Země, a tak hrozilo nebezpečí, že bude loď zorientována nepřesně. Přitom tzv. vstupní koridor do atmosféry byl velmi úzký. Kdyby loď vstoupila do atmosféry pod nedostatečně ostrým úhlem, odrazila by se od ní. Kdyby naopak vstoupila do atmosféry pod příliš ostrým úhlem, shořela by v důsledku nadměrného tepelného namáhání způsobeného třením o atmosféru.

### Příprava velitelského modulu na sestup
Zatím vrcholily v řídicím středisku práce na vývoji postupu, kterým astronauti připraví velitelský modul na sestup atmosférou. Zejména bylo potřeba zajistit dostatek elektrické energie pro přistání. Akumulátor velitelského modulu byl do značné míry vybit ve fázi před oživením lunárního modulu. Pozemní tým proto vypracoval postup, jak akumulátor dobít z rozvodné sítě lunárního modulu. Velitelský modul neměl být nikdy během letu vypnut. Neexistoval proto postup, jak ho za letu znovu oživit. Jediný existující postup oživení velitelského modulu se za normálních okolností prováděl dlouho před startem.
Očekávalo se, že se podaří akumulátor velitelského modulu nabít na 20 až 25 %. Bylo proto třeba s energií šetřit. Za normálních okolností se zahajovalo oživení velitelského modulu zapnutím přístrojů zobrazujících naměřené údaje, aby bylo možno sledovat další postup oživování. V tomto případě bylo rozhodnuto přístroje zapnout až nakonec před závěrečnou kontrolou údajů. Celý postup oživení proto museli astronauti bezchybně provést naslepo navzdory jejich vyčerpání způsobenému zimou, nedostatkem spánku, stresem a pobytem v extrémně malém prostoru.

### Přistání v Tichém oceánu

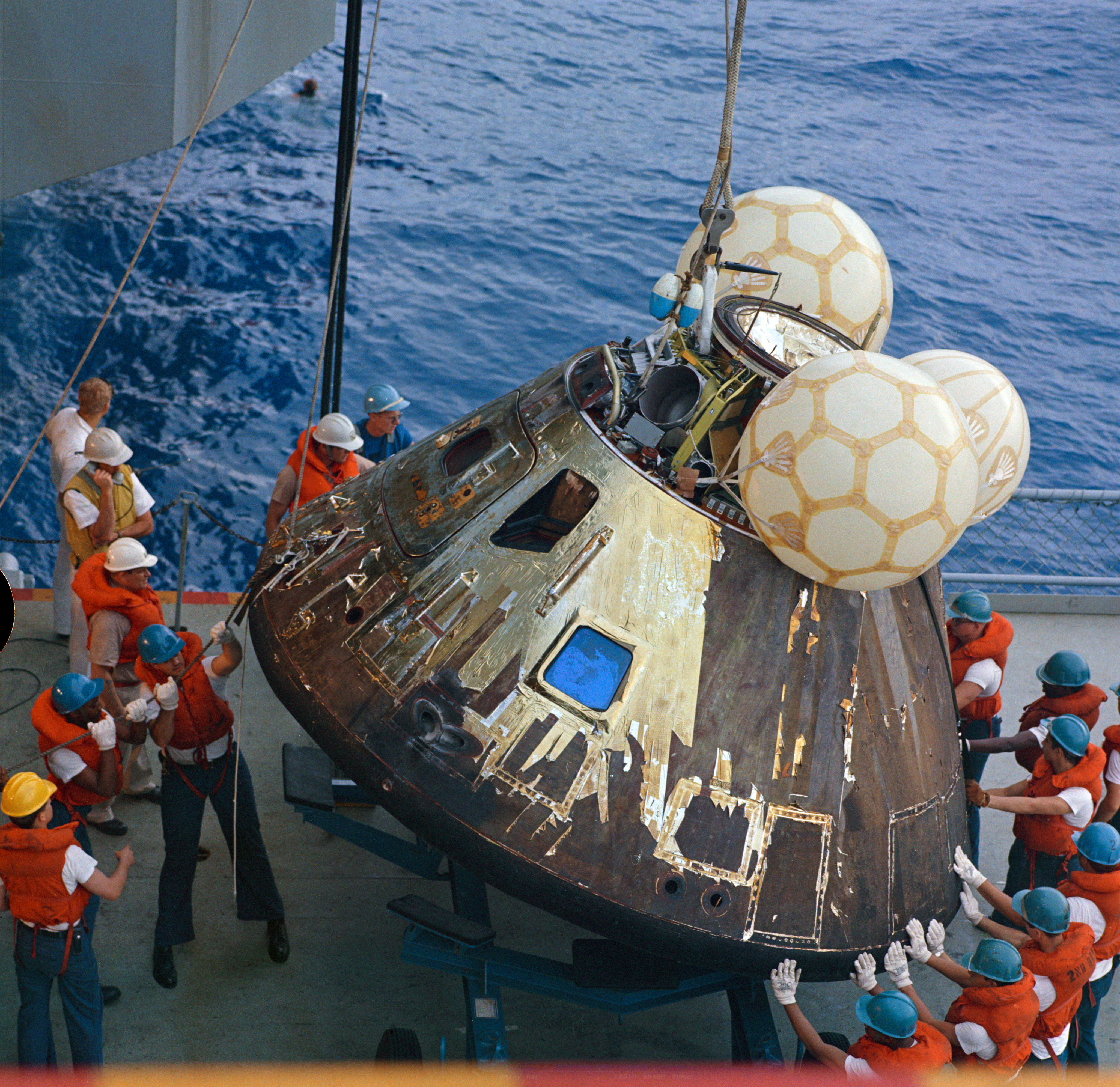
Vyzvednutí velitelského modulu Apolla 13 na palubu lodi Iwo Jima

Před vstupem do atmosféry byl odhozen lunární i servisní modul. Když se velitelský modul vzdálil od servisního modulu, uviděla teprve posádka rozsah poškození servisního modulu. V celé jeho délce chyběl pruh hliníkového pláště. Trhlina vedla až k hlavnímu motoru, takže je pravděpodobné, že byl poškozen a bylo tedy dobře, že nebyl po nehodě zažehnut.
Stále ještě hrozila dvě nebezpečí. První obava vyplývala z možnosti, že výbuch poškodil tepelný štít, který teď při průchodu atmosférou nesplní svou funkci a kabina v atmosféře shoří. Tato obava padla, když se po čtyřminutovém výpadku spojení ve fázi největšího tepelného namáhání kabiny, způsobeného vrstvou ionizovaného vzduchu v okolí kabiny, podařilo navázat s navracející se lodí radiové spojení. Poslední riziko vycházelo z možnosti, že selže systém pro vypuštění brzdicích padáků, který mohl být nefunkční vlivem jeho vystavení extrémně nízké teplotě v té fázi letu, kdy byl vypnut napájecí systém velitelského a servisního modulu. Naštěstí pro posádku se ani tato obava nenaplnila a velitelský modul Apolla 13 přistál dne 17. dubna 1970 v 18:07:41 UT po letu trvajícím 5 dní, 22 hodin, 54 minut a 41 sekund na hladinu Tichého oceánu severovýchodně od Americké Samoy, 4,5 km od záchranné lodi USS Iwo Jima.

## Příčiny havárie
Z popisu průběhu letu vyplývá, že příčinou nehody byla kyslíková nádrž číslo 2. Vyšetřování, které následovalo po úspěšném přistání Apolla 13, zjistilo, že k nehodě vedlo náhodné zřetězení několika událostí.
Dodavatelem velitelského a servisního modulu byla společnost North American Rockwell, subdodavatelem kyslíkových nádrží pak společnost Beech Aircraft Corporation. Podle specifikací, jež North American Rockwell vydala v roce 1962, mělo být elektrické zařízení nádrže (zejména topná tělesa s termostatickými regulátory a motory pohánějící vrtule na promíchávání kapalného paliva) napájeno ze stejnosměrné soustavy velitelského modulu o napětí 28 V. V roce 1965 vydala North American Rockwell změnu specifikace, podle níž mělo být elektrické zařízení kyslíkových nádrží v době, kdy se raketa nachází na odpalovací rampě, napájeno stejnosměrným napětím 65 V. To mělo zkrátit dobu potřebnou k plnění a natlakování nádrží. Beech Aircraft Corporation objednala termostatické spínače, jejichž účelem bylo regulovat teplotu uvnitř nádrží, podle původní specifikace. Do nádrží tak byly montovány termostaty navržené pro původní napětí sítě 28 V. Tato chyba by sama o sobě havárii nezpůsobila, neboť za normálních okolností se topná tělesa zapínala vždy jen krátkodobě. Proto předchozí lety lodí Apollo proběhly úspěšně, přestože termostaty jejich kyslíkových nádrží byly rovněž poddimenzovány. V případě Apolla 13 však následovaly další události, jež v konečném efektu vedly k havárii.
Kyslíková nádrž číslo 2 Apolla 13 byla původně určena pro let Apolla 10. Během přípravy letu Apolla 10 však došlo k jejímu pádu z výšky několika centimetrů. Do Apolla 10 proto byla pro jistotu zabudována náhradní nádrž a původní byla odeslána k inspekci. Inspekce žádné poškození nádrže neshledala, a tak byla namontována do servisního modulu Apolla 13.
Při nárazu však bylo zřejmě poškozeno plnicí/vypouštěcí potrubí uvnitř nádrže. To se projevilo během přípravy startu Apolla 13, když nebylo možné po zkušebním naplnění kapalným kyslíkem nádrž vyprázdnit. Vyprázdnění se normálně provádělo tak, že se do nádrže vháněl plynný kyslík, který měl vytlačit kapalný kyslík ven. Když se nedařilo nádrž vyprázdnit, padlo rozhodnutí zapnout topná tělesa uvnitř nádrže a tím napomoci vyprázdnění nádrže. Při dlouhodobém zatížení termostatu napětím 65 V se však jeho kontakty spekly a termostat přestal vypínat. Kdyby v té době někdo analyzoval údaje o proudu tekoucím topným tělesem, zjistil by, že je nepřerušovaný, z čehož by bylo možné vydedukovat, že termostat řádně nefunguje. Termostat měl zajistit, že teplota uvnitř nádrže nepřesáhne asi 27 °C. Jeho porucha však způsobila, že při vyprazdňování nádrže dosahovala teplota více než 500 °C. Tak vysoká teplota poškodila teflonovou izolaci napájení motorů promíchávacích vrtulí, takže když posádka během letu zapnula na pokyn ze Země promíchávání paliva, došlo ke zkratu a následnému výbuchu.